# 静岡県立浜松聴覚特別支援学校
静岡県立浜松聴覚特別支援学校（しずおかけんりつ はままつちょうかくとくべつしえんがっこう）は、静岡県浜松市中央区幸三丁目にある県立聴覚障害特別支援学校。

## 所在地
- 静岡県浜松市中央区幸三丁目25番1号[1]

## 設置学部
- 幼稚部
- 小学部
- 中学部

## 沿革
沿革については公式サイトを参照した。
- 1923年（大正12年）4月1日 - 私立浜松盲学校に併設する形で私立浜松聾唖学校を浜松市鴨江町に設立
- 1945年（昭和20年）7月5日 - 財団法人浜松聾唖学校を設立
- 1948年（昭和23年）4月1日 - 静岡県に移管され静岡県立浜松聾学校となる
- 1952年（昭和27年）3月3日 - 浜松市幸町（現在地）に移転
- 2008年（平成20年）4月1日 - 学校名を「静岡県立浜松聴覚特別支援学校」に変更

## その他
- 航空自衛隊浜松基地に近いため、防衛施設周辺の生活環境の整備等に関する法律における防音工事助成の対象となっている。